# Маломогильное
Маломогильное — деревня в Любинском районе Омской области. В составе Большаковского сельского поселения.

## История
Основана в 1720 г. В 1928 г. состояла из 140 хозяйств, основное население — русские. Центр Мало-Могильного сельсовета Любинского района Омского округа Сибирского края.

## Население
| 2010 |
| ---- |
| 56   |